# محاصره اشکلون (۱۲۴۷)
محاصره اشکلون (انگلیسی: Siege of Ascalon) در سال ۱۲۴۷ به وقوع پیوست که طی آن صالح ایوب یورشی را علیه این قلعه ترتیب داد که در نهایت با وجود تلافات سنگین موفق شد این قلعه را به نفع ایوبیان تصرف کند.